# Denis Onyango

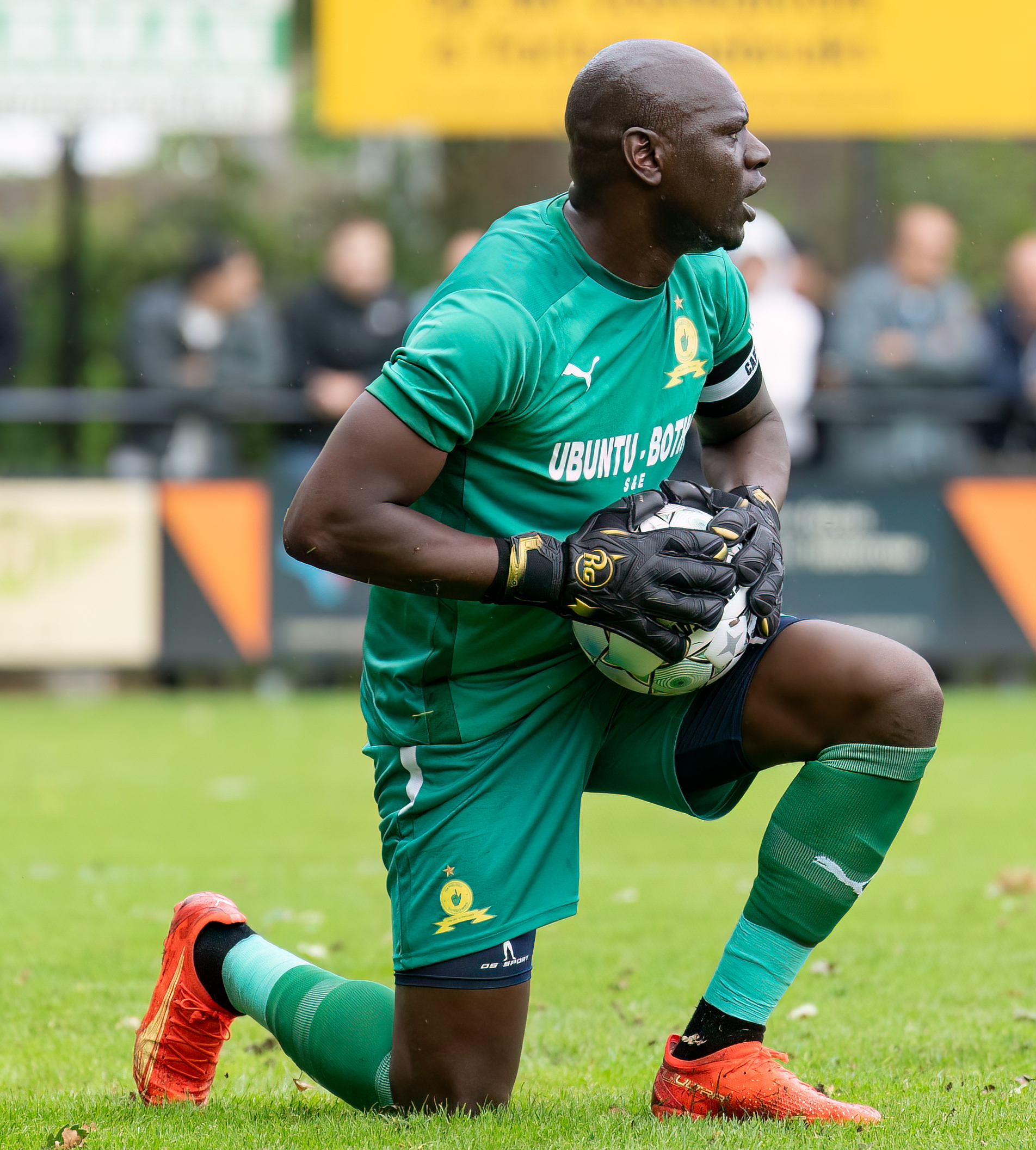
Denis Onyango (2023)

Denis Masinde Onyango (Kampala, 15 mei 1985) is een Oegandees profvoetballer die sinds 2011 als doelman fungeert bij de Zuid-Afrikaanse voetbalclub Mamelodi Sundowns.
Eerder kwam hij uit voor Villa SC (2004/05), Saint-George SA (2005/06), Supersport United (2006/10), Mpumalanga Black Aces (2010/11) en op huurbasis voor Bidvest Wits (2013/14). Met het Oegandees voetbalelftal nam hij deel aan het Afrikaans kampioenschap voetbal 2017 en 2019.